# USS Milwaukee (LCS-5)
L'USS Milwaukee (LCS-5) est un littoral combat ship de classe Freedom de l’United States Navy. Il est le cinquième navire à porter le nom de la ville de Milwaukee, la plus grande ville du Wisconsin.

## Conception
En 2002, l’US Navy a lancé un programme visant à développer le premier d’une flotte de littoral combat ships. La Navy a d’abord commandé deux navires monocoques à Lockheed Martin, qui sont devenus connus sous le nom de navires de combat côtiers de classe Freedom d’après le premier navire de la classe, l’USS Freedom,. Les navires de combat côtiers aux numéros impairs de l’US Navy sont construits en utilisant la conception monocoque de classe Freedom, tandis que les navires aux numéros pairs sont basés sur une conception concurrente à coque trimaran, la classe Independence de General Dynamics. La commande initiale de navires de combat côtiers concernait un total de quatre navires, dont deux de la classe Freedom. L’USS Milwaukee est le troisième navire de combat côtier de classe Freedom à être construit.
L’USS Milwaukee comprend des améliorations de stabilité supplémentaires par rapport à la conception originale de la classe Freedom. Le tableau arrière a été rallongé et des réservoirs de flottabilité ont été ajoutés à l’arrière pour augmenter le poids et améliorer la stabilité. Le navire sera également équipé de capteurs automatisés pour permettre une « maintenance basée sur les conditions » afin de réduire le surmenage de l’équipage et les problèmes de fatigue que le navire de classe Freedom a rencontrés lors de son premier déploiement.

## Carrière

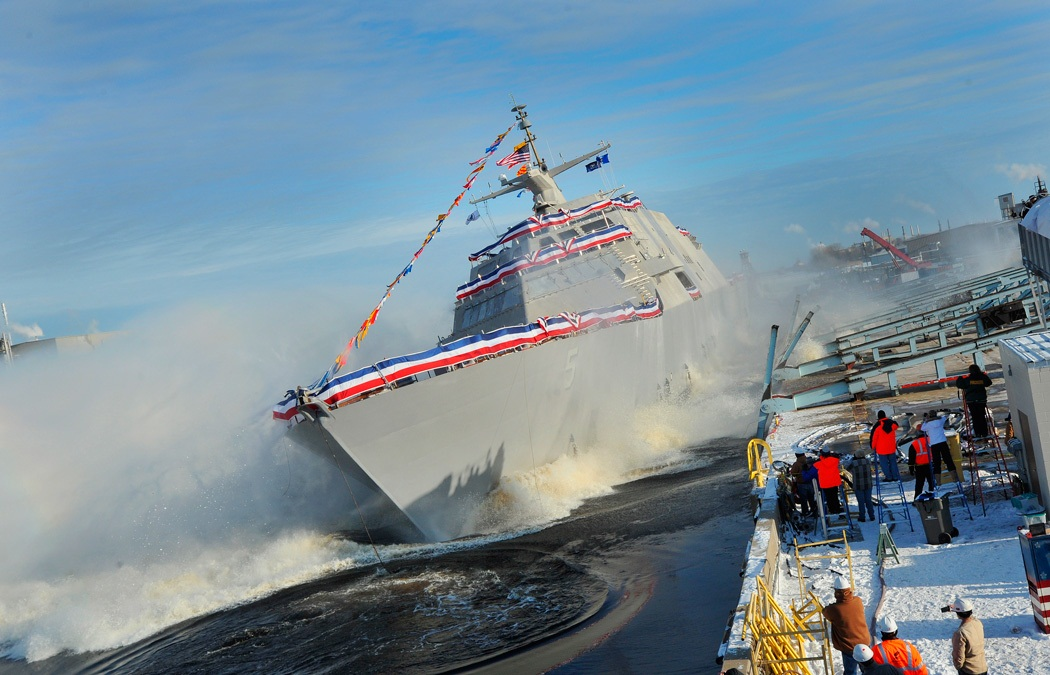
Lancement de l’USS Milwaukee le 18 décembre 2013

Sa quille a été posée le 27 octobre 2011 par Marinette Marine à Marinette (Wisconsin). Il a été lancé le 18 décembre 2013, parrainé par Mme Sylvia M. Panetta, épouse du secrétaire à la Défense des États-Unis Leon Panetta et mis en service le 21 novembre 2015. Sa devise est Strength - Freedom
Au cours du week-end du Labor Day 2015, il a été rapporté que lors d’essais près de l'Île Chambers dans le comté de Door, l’USS Milwaukee a généré des vagues de plus de cinq pieds de haut, qui ont endommagé plus de 40 bateaux. L’USS Milwaukee était toujours sous la garde de Marinette Marine au moment de l’incident et menait des essais d'acceptation avant la mise en service. En juin 2016, la Garde côtière a annoncé que son enquête était terminée et qu’aucune poursuite légale ne serait entamée contre l’une ou l’autre des parties impliquées.
L’USS Milwaukee a terminé ses essais d’acceptation avant le 1er novembre 2015 et a été mis en service à Milwaukee, dans le Wisconsin, le 21 novembre 2015. Il avait des systèmes ainsi que des modules de mission améliorés par rapport à l’USS Freedom et à l’USS Independence, les deux premiers navires de combat côtier. Le vice-président de Lockheed, Joe North, a déclaré qu’à partir de l’USS Milwaukee, la conception du LCS Lockheed est « terminée, figée et stable ». C’était après une trentaine de changements sur l’USS Fort Worth en plus des centaines de changements par rapport à l’USS Freedom. L’une des améliorations pour l’USS Milwaukee était des hydrojets spécialement conçus qui remplacent les versions commerciales utilisées sur les précédents Littoral Combat Ships. En fin de compte, ce plan de conception a échoué et le navire a été mis hors service après de nombreuses défaillances et moins de 8 ans de service. Les modules de mission n’ont jamais fonctionné.
Le 11 décembre 2015, alors qu’il se rendait à San Diego en provenance d’Halifax, en Nouvelle-Écosse, le navire a subi une « perte complète de propulsion » et a été remorqué jusqu’à la base expéditionnaire interarmées de Little Creek, en Virginie.
Le 23 février 2016, CNN a fait le point sur la situation de l’USS Milwaukee. Dans cette mise à jour, le lieutenant de marine Rebecca Haggard a déclaré que l’USS Milwaukee « est conçu pour fonctionner avec une turbine à gaz et des moteurs diesel, qui peuvent fonctionner en tandem ou indépendamment. Dans le cas de l’USS Milwaukee, lors du passage d’un système à l’autre, un embrayage n’a pas réussi à se désengager comme prévu. Au lieu de cela, l’embrayage est resté en rotation et certains des engrenages d’embrayage ont été endommagés. » Le lieutenant Haggard a également déclaré que l’action rapide de l’équipage a permis d’éviter des problèmes plus graves et que l’embrayage endommagé a été réparé en Virginie.
Le 30 décembre 2016, l’USS Milwaukee a participé à une cérémonie de changement de port d'attache qui a eu lieu à la base navale de Mayport. Le navire n’est jamais arrivé à son port d’attache initialement prévu de San Diego. Il est affecté au Littoral Combat Ship Squadron Two.
Le 16 mai 2018, l’USS Milwaukee a tiré quatre missiles AGM-114 Hellfire « Longbow » sur des cibles de Fast Inshore Attack Craft (FIAC), dans le cadre d’un programme de développement de plate-forme expérimentale,.
En 2021, la marine a décidé de ne pas mettre l’USS Milwaukee hors service aux côtés de plusieurs autres navires plus anciens de la classe Freedom en raison des tests actifs par l’USS Milwaukee d’un nouvel ensemble de missions anti-sous-marines.
Le 2 avril 2022, l’USS Milwaukee est retourné à Mayport après un déploiement de 15 semaines au sein de la Quatrième flotte des États-Unis.
Le 29 juillet 2022, un important incendie d’origine électrique a endommagé le navire alors qu’il était amarré à Jacksonville.
Le 19 octobre 2022, l’USS Milwaukee a quitté Mayport pour son deuxième déploiement en 2022 au sein de la Quatrième flotte. Le navire est retourné à Mayport en juin 2023 après un déploiement de 243 jours en Amérique centrale et en Amérique du Sud.
L’USS Milwaukee a été désarmé le 8 septembre 2023 lors d’une cérémonie à Mayport,.

## Dans la culture populaire
- L’USS Milwaukee apparaît dans le livre Tom Clancy's Op-Center: Into the Fire[36].